# Bosentino
Bosentino là một đô thị ở tỉnh Trento ở vùng Trentino-Alto Adige/Südtirol của Ý, tọa lạc cách 11 km về phía đông nam của Trento. Tại thời điểm ngày 31 tháng 12 năm 2004, đô thị này có dân số 739 người và diện tích là 4,7 km².
Đô thị Bosentino có các frazione (đơn vị trực thuộc) Migazzone.
Bosentino giáp các đô thị: Pergine Valsugana, Vigolo Vattaro, Caldonazzo, Calceranica al Lago, Vattaro, và Besenello.